# IC 4172
IC 4172 је спирална галаксија у сазвјежђу Береникина коса која се налази на листи објеката дубоког неба у Индекс каталогу.
Деклинација објекта је + 22° 51' 2" а ректасцензија 13h 6m 33,2s. Привидна величина (магнитуда) објекта IC 4172 износи 15,7 а фотографска магнитуда 16,5. IC 4172 је још познат и под ознакама KUG 1304+231, PGC 45379.